# 新富 (東京都中央區)
新富（日语：／ Shintomi */?）是日本東京都中央區的地名，現行行政地名為新富一丁目至新富二丁目。2013年8月1日為止的人口有1,911人。 郵遞區號104-0041。

## 概要
位於東京都中央區東部，屬舊京橋區内。西鄰銀座（首都高速都心環狀線為界），南連築地，北臨八丁堀，東接入船（新大橋通為界）。舊地名與站名的「新富町」（しんとみちょう）在今日仍時常使用。

## 歷史
本地是江戶時代的武家地。明治元年（1868年），築地的外國居留者安置在新島原遊郭。明治4年（1871年）6月，花街移往新吉原，新富町成立。明治5年新富座開場。昭和46年（1971年），住居表示制度實施，町名去掉「町」字改為「新富」。現在町內主要是辦公大樓、中小型商店與住宅的住商混合區。

### 地名由來
一說是古時此地西部為大富町，與此相對而命名為「新富町」，也有一種說法是在新島原與大富町之間各取一字成為「新富」。

## 地域
機關、設施
- 京橋稅務署、中央都稅事務所（新富座舊址）
- 警視廳高速道路交通警察隊（隊本部）[3]
- 首都高速道路新富分室
- 新富郵局、新富二郵局
- 新富區民館

所轄之警察署、消防署
- 築地警察署（所在地：築地）
- 京橋消防署（所在地：京橋）

## 史蹟
- 新富座

## 交通
鐵路
- 東京地下鐵有樂町線 ○新富町站 - 設有出入口。（所在地：築地）
  - 其他較近的車站有日比谷線築地站（所在地：築地），日比谷線、京葉線八丁堀站（所在地：八丁堀），都營淺草線寶町站（所在地：京橋）。

巴士
- 都營巴士錦11系統：築地站 - 錦糸町站、龜戸站間
- 江戶巴士：北循環行經新大橋通（東京站方面）與平成通（區役所方面）。

道路
- 東京都道、千葉縣道50號東京市川線（新大橋通）
- 首都高速都心環狀線、新富町出口
- 平成通

橋
- 三吉橋
- 新富橋
- 新金橋

## 備註
1. ↑  町丁目別世帯数男女別人口　中央区ホームページ  平成25年8月1日現在 的存檔，存档日期2013-03-12.
2. ↑  新富地区　中央区ホームページ 的存檔，存档日期2013-03-12.
3. ↑  警視庁高速道路交通警察隊 的存檔，存档日期2014-12-13.　隊本部。

## 外部連結
- 新富地區 町名的由來 - 中央區官方網站内